# Politiezone Grens
Politiezone Grens (zonenummer 5350) is een Belgische meergemeentepolitiezone bestaande uit de gemeenten Wuustwezel, Kalmthout en Essen. De politiezone behoort tot het gerechtelijk arrondissement Antwerpen.
De zone wordt geleid door korpschef Rudy Verbeeck.
Het hoofdkantoor van de politiezone is gevestigd aan de Kapellensteenweg 32 in Kalmthout.

## Wijkindelingen
- Essen
  - Centrum
  - Wildert
  - Heikant en Hoek
  - Horendonk

- Kalmthout
  - Dorp en Heuvel
  - Heide
  - Achterbroek en Nieuwmoer
  - Dennendael en Heikantstraat

- Wuustwezel
  - Sterbos en Weekendzone
  - Gooreind
  - Loenhout en Braken
  - Centrum en Deureind